# Medicine show (spettacolo)

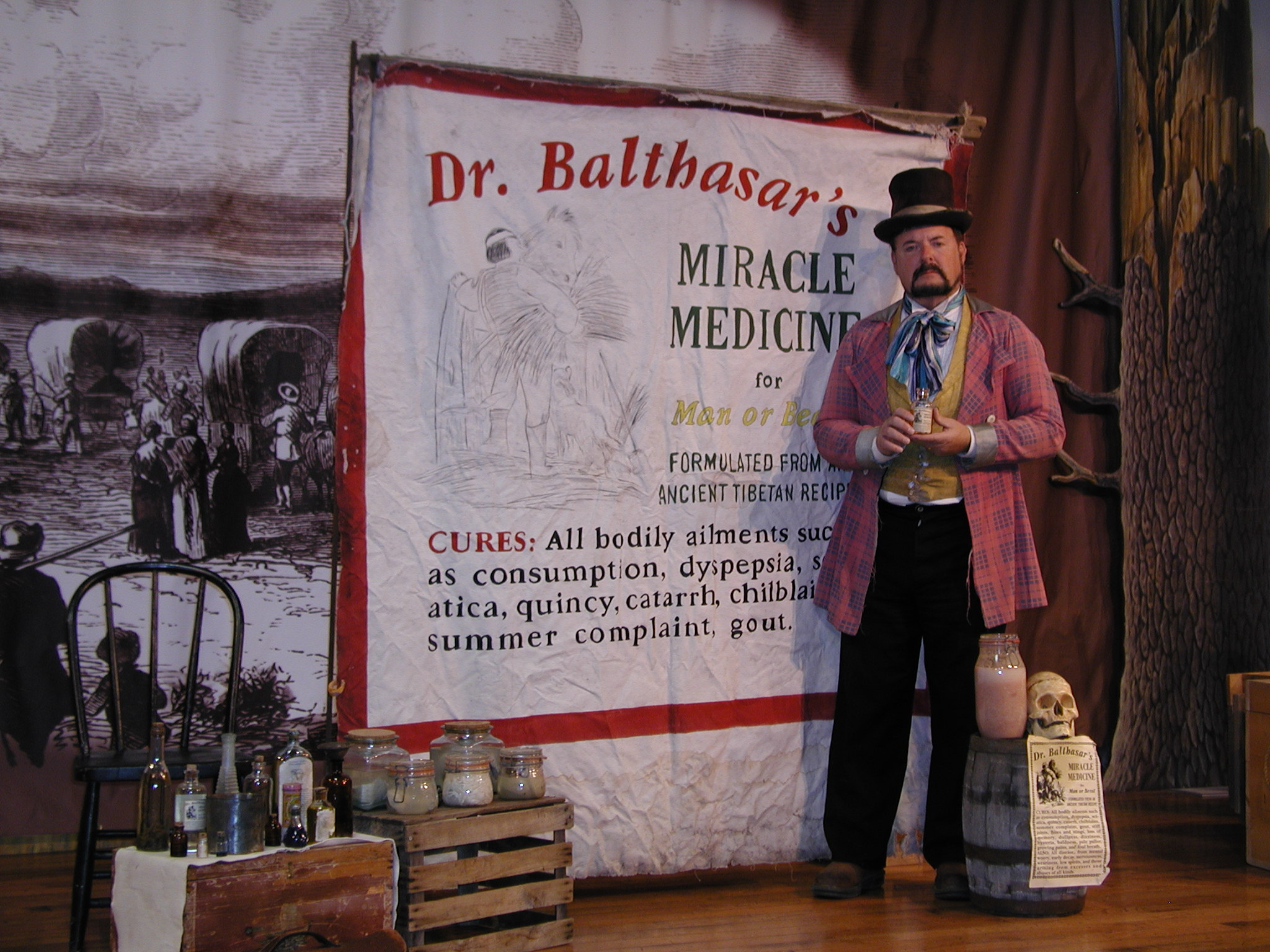
Rievocazione di un medicine show

Il medicine show è uno spettacolo itinerante, diffuso nel Far West durante il diciannovesimo secolo e mirato a vendere in loco dei presunti medicinali, toccasana o elisir. Nel corso di tali spettacoli, organizzati da ciarlatani e a volte accompagnati da bande musicali, si esibivano artisti di strada, musicisti, illusionisti, fenomeni da baraccone, comici, cantastorie e altri tipi di intrattenitori. In genere, quelli che venivano fatti passare per intrugli miracolosi erano in realtà sciroppi, spesso a base di alcol, che non avevano alcuna proprietà curativa. Il più conosciuto era il "Kickapoo Sagwa" che, secondo i banditori di tali spettacoli, veniva preparato dagli uomini di medicina indiani.
Stando a quanto asserisce Brooks McNamara nel suo Step Right up, si ha testimonianza di tali spettacoli fino alla seconda guerra mondiale.